# Bitwa o Kolno
Bitwa o Kolno – starcie zbrojne stoczone 8 lutego 1945 roku pod Kolnem przez żołnierzy 10 Pułku Piechoty ludowego Wojska Polskiego z oddziałami pułku piechoty Deutsch Krone w czasie walk o przełamanie Wału Pomorskiego.

## Przebieg bitwy
Kolno zostało przygotowane przez Niemców do długotrwałej obrony, w tym do obrony okrężnej. Miejscowość otoczona została systemem transzej oraz rowem przeciwpancernym. Siłami polskimi przygotowanymi do ataku na niemieckie pozycje był 2 batalion 10 Pułku Piechoty, kompania karna oraz dywizyjne działa pancerne. 
Dowodzący oddziałami polskimi kpt. Alfred Wnukowski zaskoczył Niemców szybkim atakiem dział pancernych z desantem. Na Niemców broniących się w rejonie stacji kolejowej uderzyły z powodzeniem dwa plutony z kompanii karnej dowodzone przez ppor. Kornela Wolnera. W tym czasie główne siły 2 batalionu, wykorzystując powodzenie walczącego w przodzie desantu, zdobył Kolno. Miejscowość zostala zdobyta 8 lutego 1945 roku o godz. 18:00, przy niewielkich stratach. Straty niemieckie wynosiły 150 zabitych i rannych, natomiast polskie tylko 3 zabitych i 12 rannych.